# جون كورتلاند برادلي
جون كورتلاند برادلي هو طبيب كندي، ولد في 10 مارس 1887، وتوفي في 9 يناير 1964 في بيمبروك في كندا.